# Parque nacional del valle de Valbona
El parque nacional del valle de Valbona (en albanés: Parku Kombëtar "Lugina e Valbonës") es un parque nacional de Albania septentrional, en la frontera con Montenegro, declarado en el año 1996. El parque, con una superficie de 32,37 km². Se encuentra a 25-30 kilómetros al noroeste de la ciudad de Bajram Curri. 

## Descripción
La altitud del parque, que forma parte de los Alpes dináricos, varía entre los 400 y los 2692 m s. n. m. El parque está situado entre el parque nacional de Thethi al este y el parque nacional de Lumi I Gashit al oeste.
El parque, atravesado por el río Valbona, se encuentra alrededor de 20 kilómetros al sur del municipio montenegrino de Plav donde se encuentra el lago de Plav. El pueblo de Valbona es el lugar más interesante que se puede visitar en el parque, junto con el río del mismo nombre. En el parque hay numerosas cuevas entre ellas la cueva de Dragobia donde se encuentran los restos del "héroe nacional" Bajram Curri.

## Flora y fauna
El parque tiene numerosas especies endémicas. Entre las especies vegetales del parque se encuentra el pino de Bosnia, el pino silvestre, la picea común, el haya europea, el sauce frágil, el enebro (Juniperus foet idissima), la aguileña (Achillea grandiflora) y la escrofularia (Scrophularia balcanica).

## Galería

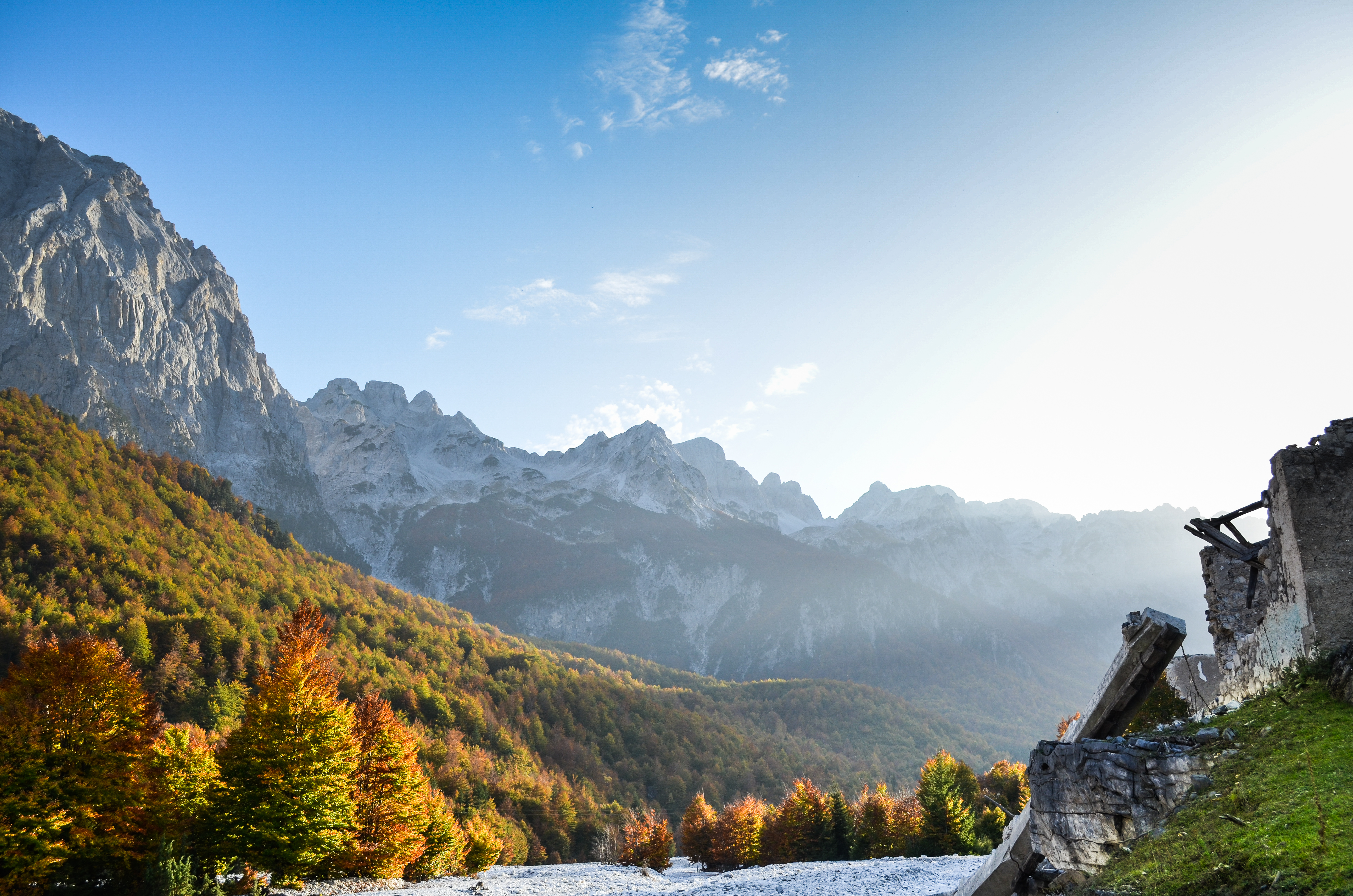
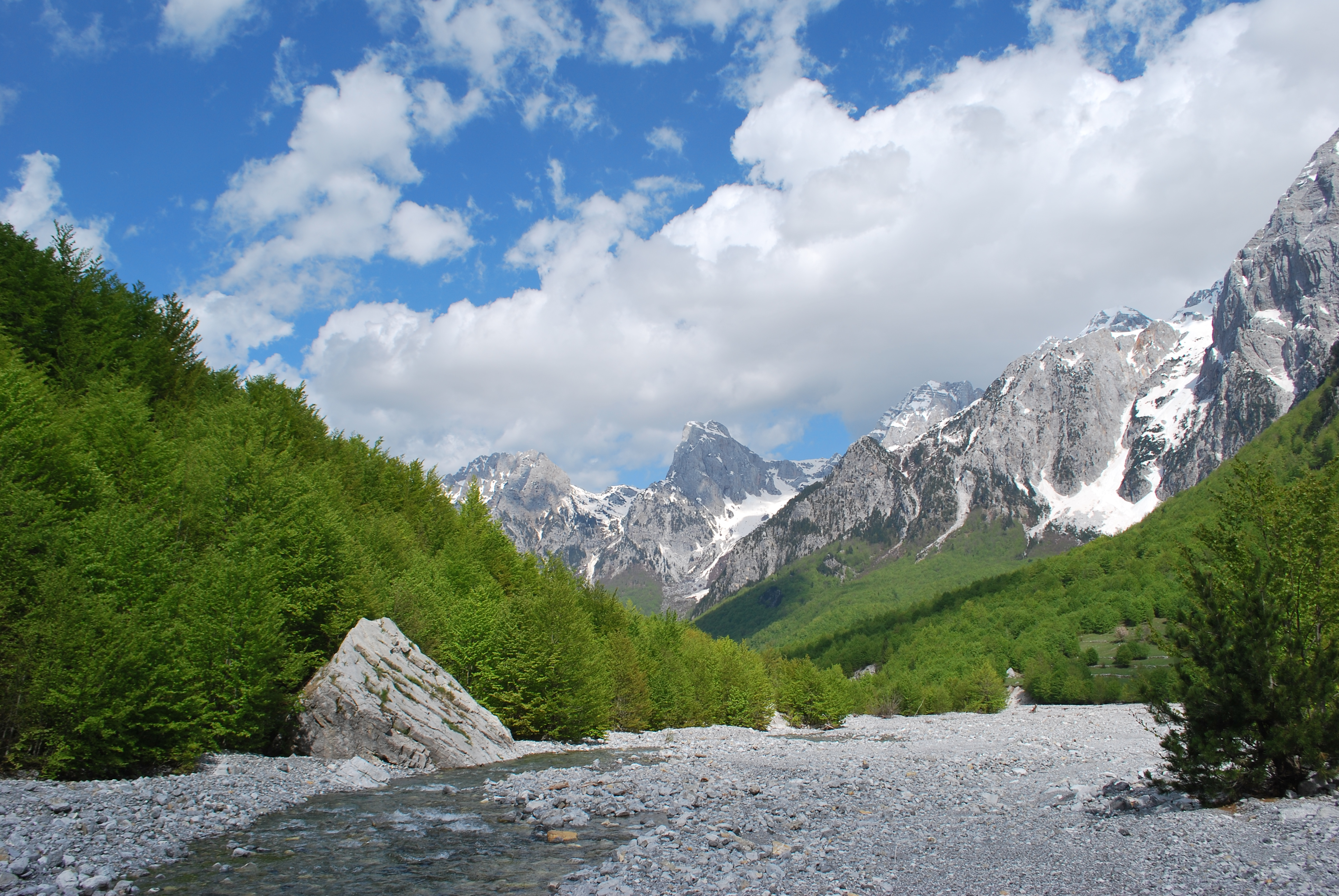
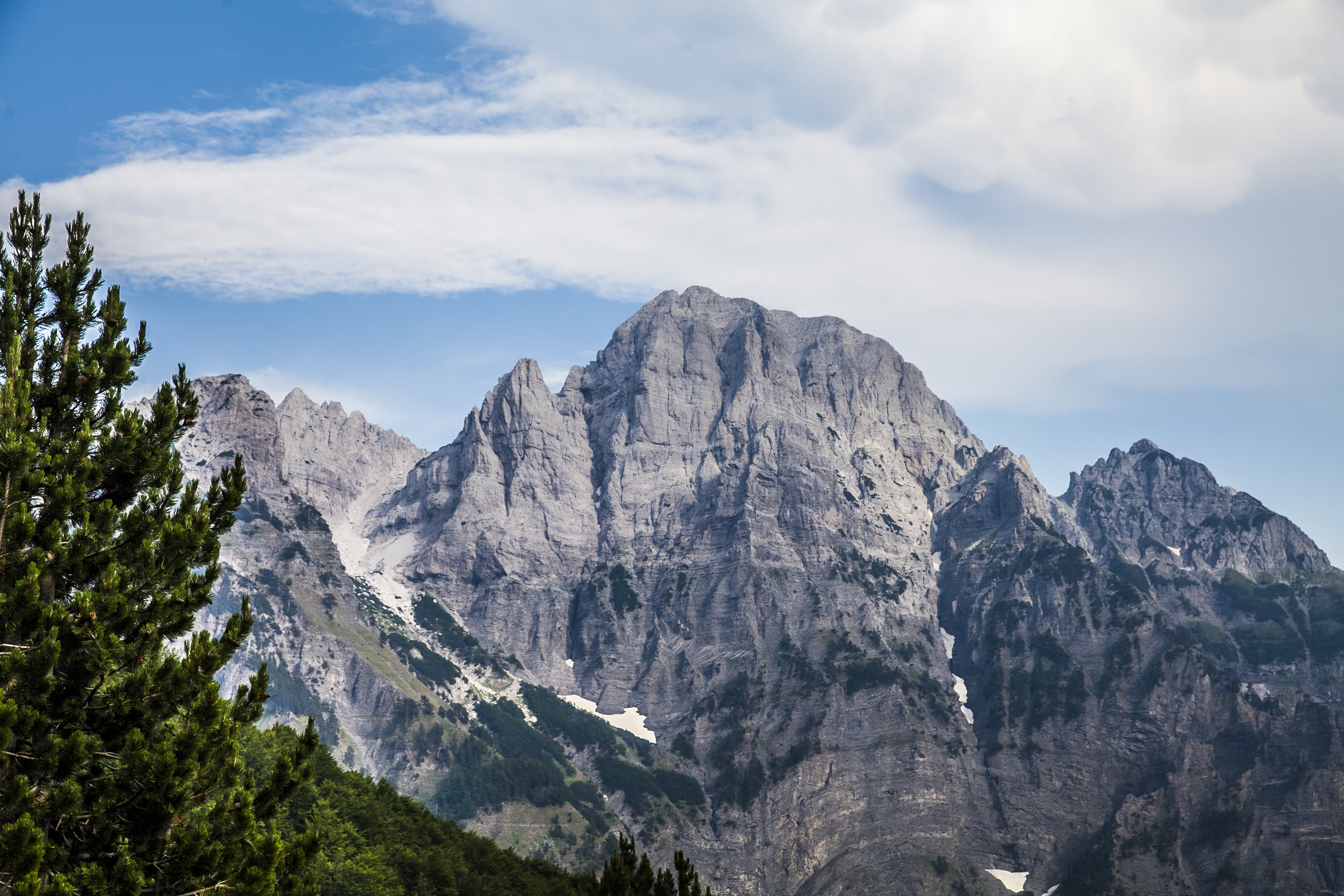
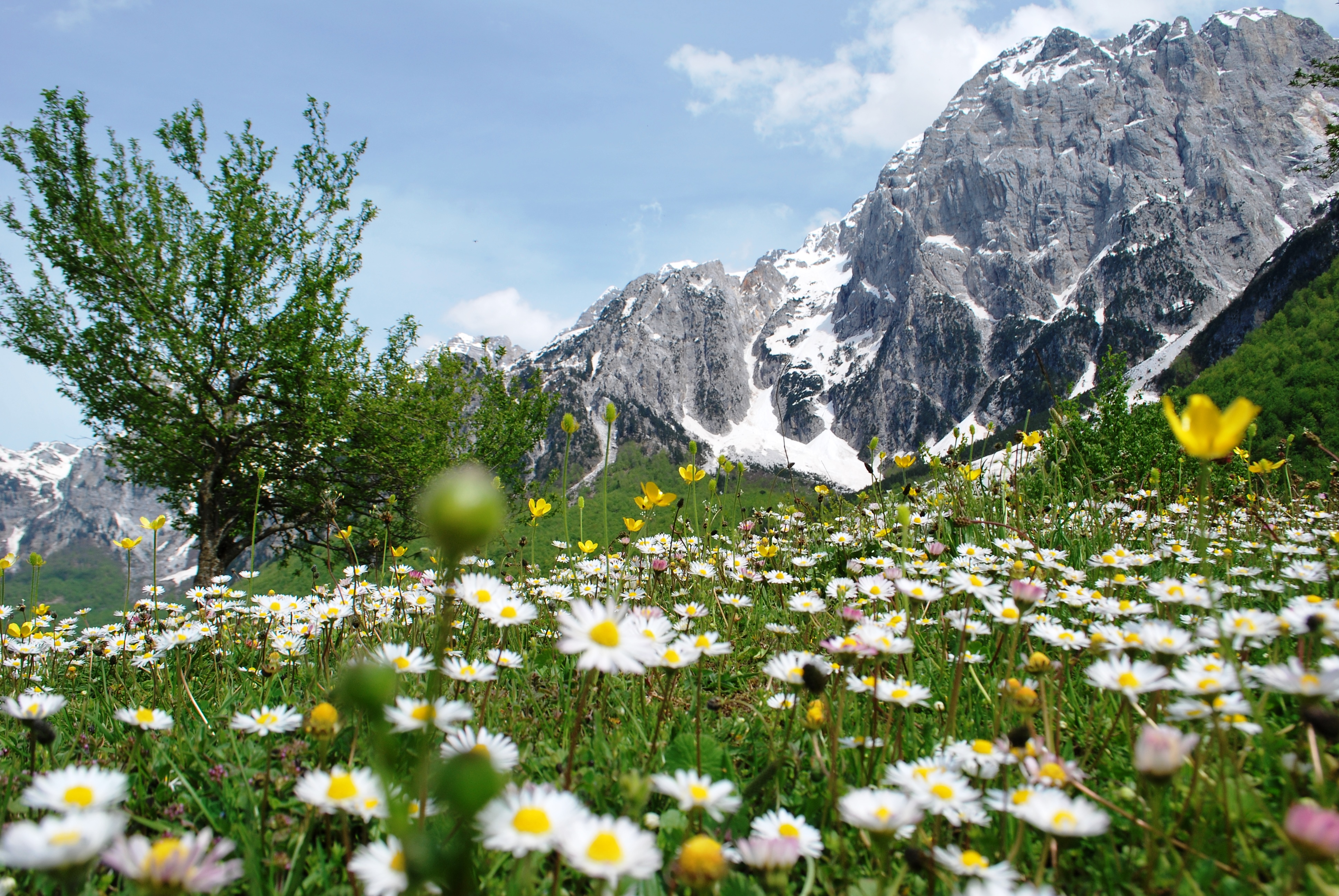
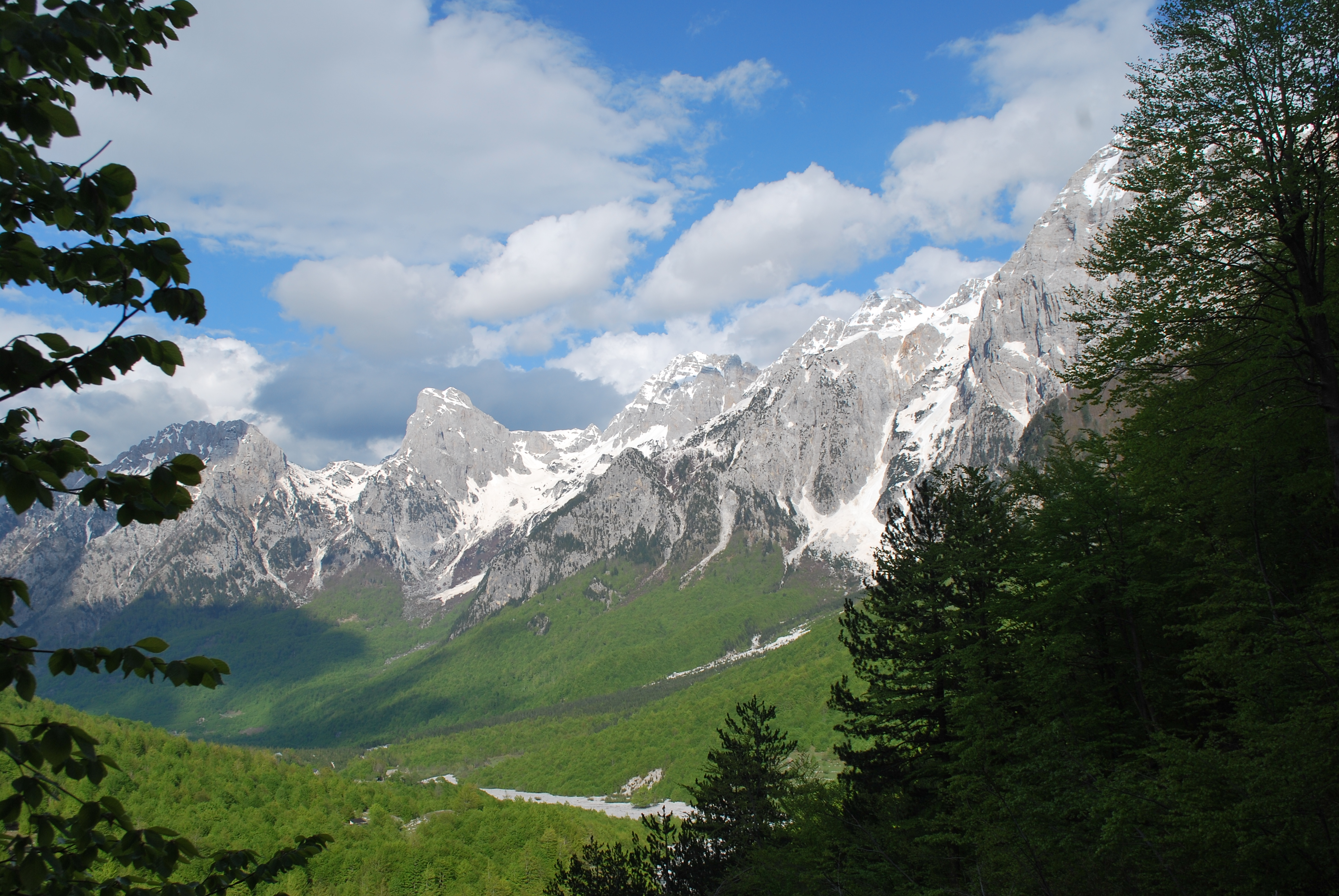